# Neues Palais
 For alternative betydninger, se Neues Palais (flertydig). (Se også artikler, som begynder med Neues Palais)
Neues Palais er et omfangsrigt barokslot ved Potsdam beliggende i slotsparken til lystslottet Sanssouci. Det blev opført for Frederik den Store 1763-1769.